# Flughafen Juliaca

i7
i11
i13
Der Aeropuerto Inca Manco Cápac Internacional ist der Verkehrsflughafen der peruanischen Stadt Juliaca im Departamento Puno. Seit 2004 ist er als „Internationaler Flughafen“ eingestuft (ohne dass es internationale Flüge gäbe).
Derzeit (Stand 2023) wird der Flughafen Juliaca von LAN Perú sowie von zwei kleinen Unternehmen (Sky Airline Perú und JetSmart Perú) angeflogen. Sie bedienen die Flugstrecken nach Lima und Cuzco.

## Zwischenfälle
- Am 25. Oktober 1988 hob eine Fokker F28-1000 der Aeroperú (OB-R-1020) vom Flughafen Juliaca ab, gewann jedoch kaum an Höhe. Als anschließend sowohl das Fahrwerk als auch die Auftriebshilfen eingefahren wurden und gleichzeitig der Schub zurückgenommen wurde, blieb die Maschine wenige Meter über dem Boden in der Luft, ehe sie 1,8 Kilometer hinter der Startbahn auf eine Straße stürzte, die beidseitig von Gräben umgeben war. Anschließend schlitterte die Maschine 220 Meter weiter in ein Flussbett. An Bord der Maschine hatten sich 65 Passagiere und 4 Besatzungsmitglieder befunden. 12 Personen, darunter 11 Passagiere, kamen ums Leben (siehe auch Aeroperú-Flug 772).[2]

## Einzelnachweise

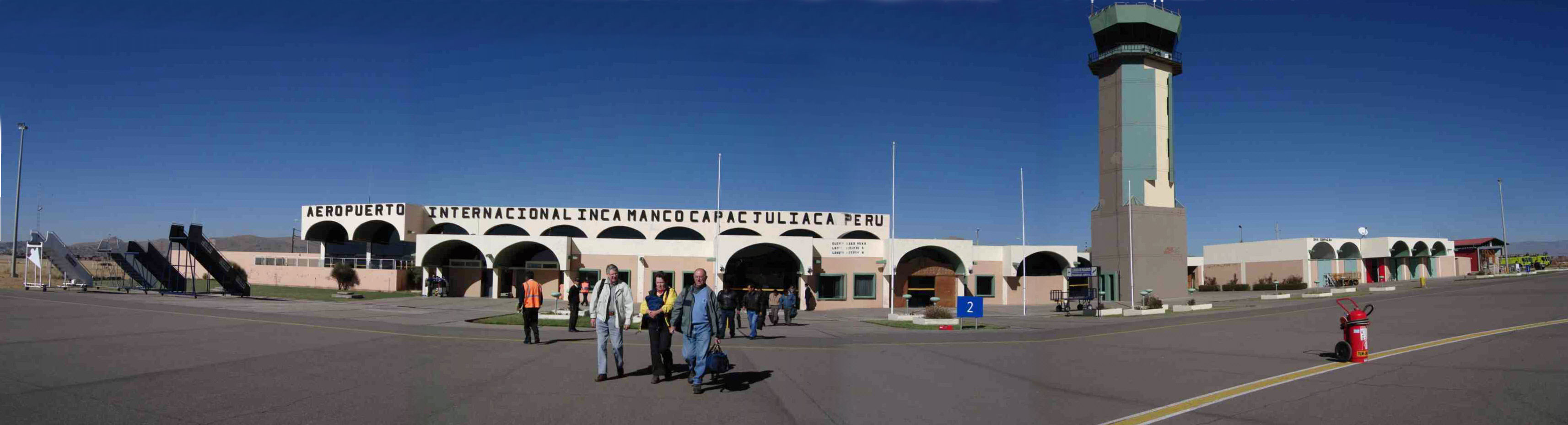
Panoramabild des Flughafens